# 射影近点角
射影近点角（しゃえいきんてんかく）とは、天体の2体問題において、時間から天体の軌道上の位置を求める際に現れる円錐曲線上の位置を射影空間内で表すための角度の一つである。

## 概要
2体問題の運動は、ケプラー運動とも呼ばれ、「円・楕円・放物線（抛物線）・双曲線・直線」のいずれかの軌道を描くが、どれも円錐曲線と呼ばれる2次曲線であり、射影幾何学においては統一的に扱うことができる。
古典的（古典力学的あるいはニュートン力学的）には、惑星の軌道上の位置を実空間における近日点（ペリジー・ポイント）。
対義語は遠日点（ペリジー・ポイント））から測った真近点角で表すため、近日点通過からの時間に比例する平均近点角と離心近点角を経由して求めていた。これはオイラーが18世紀に開発した方法である。
とはいえ、この方法では、長周期彗星のように軌道が楕円か放物線か双曲線なのが微妙な場合に、計算を場合分けしなければならないとか、直線軌道の場合の2体衝突の特異性を解消できないなどの問題点がある。
そこで、これらの2次曲線を同時座標を使って2次元射影空間に埋込むことによって特異点解消を行い、統一的に扱ってこれらの問題点を解決したのが射影近点角である。簡単に言えば、2次元空間内の2次曲線をより高次元の3次元空間から眺めると、特異点がないリングのように見える、ということである。

## 射影パラメーターと射影近点角
射影近点角においては、近日点距離と離心率によって決まる2つの射影パラメーターα,βによって、軌道の形が分類される。すなわち、
- 円軌道   β=0
- 楕円軌道　αβ<1
- 放物線軌道  αβ=1
- 双曲線軌道　αβ>1
- 直線軌道  α=β
- 虚の軌道  β>α

ただし、
{\displaystyle \alpha ={\frac {(1+e)(q-p)+{\sqrt {(1+e)^{2}(q+p)^{2}+4e^{2}}}}{2}}}
{\displaystyle \beta ={\frac {2e}{(1+e)(q+p)+{\sqrt {(1+e)^{2}(q+p)^{2}+4e^{2}}}}}}
{\displaystyle q=(1-e)a}
{\displaystyle p={\frac {1}{Q}}={\frac {1}{(1+e)a}}}
ここに α は軌道長半径、e は離心率、qは近日点距離、Qは遠日点距離である。

従って、主星と天体の位置 x, 'y'、主星と天体の距離 r は、射影近点角 {\displaystyle \theta } の関数として
{\displaystyle x={\frac {-\beta +\alpha \cos \theta }{1+\alpha \beta \cos \theta }}}
{\displaystyle y={\frac {{\sqrt {\alpha ^{2}-\beta ^{2}}}\sin \theta }{1+\alpha \beta \cos \theta }}}
{\displaystyle r={\frac {\alpha -\beta \cos \theta }{1+\alpha \beta \cos \theta }}}
という形に表示することができる。

## ケプラー方程式
射影近点角 {\displaystyle \theta } は、離心近点角 {\displaystyle u} と、次のような関係がある。
- {\displaystyle \alpha \beta <1}の場合、

{\displaystyle \tan {\frac {\theta }{2}}={\sqrt {\frac {1+\alpha \beta }{1-\alpha \beta }}}\tan {\frac {u}{2}}}
{\displaystyle u-e\sin u=M=\left({\frac {1-\alpha ^{2}\beta ^{2}}{\alpha (1+\beta ^{2})}}\right)^{3/2}k(t-T_{0})}
- {\displaystyle \alpha \beta =1}の場合、

{\displaystyle {\frac {s^{3}}{3}}+{\frac {\alpha ^{2}-1}{\alpha ^{2}+1}}s={\frac {2k(t-T_{0})}{\sqrt {\alpha (\alpha ^{2}+1)^{3}}}}}
{\displaystyle s=\tan {\frac {\theta }{2}}}
- {\displaystyle \alpha \beta >1}の場合、

{\displaystyle \tan {\frac {\theta }{2}}={\sqrt {\frac {\alpha \beta +1}{\alpha \beta -1}}}\tanh {\frac {u}{2}}}
{\displaystyle e\sinh u-u=M=\left({\frac {\alpha ^{2}\beta ^{2}-1}{\alpha (1+\beta ^{2})}}\right)^{3/2}k(t-T_{0})}
ここで、平均近点角{\displaystyle M}と離心近点角{\displaystyle u}の関係式をケプラー方程式という。

## 一般化された近点角
また、一般化された近点角{\displaystyle \Theta }というものが定義され、任意のパラメーター{\displaystyle \lambda }について、
{\displaystyle x={\frac {-\beta +\alpha \cos \Theta }{1+\alpha \beta \cos \Theta }}}
{\displaystyle y={\frac {{\sqrt {\alpha ^{2}-\beta ^{2}}}\sin \Theta }{1+\alpha \beta \cos \Theta }}}
{\displaystyle r={\frac {\alpha -\beta \cos \Theta }{1+\alpha \beta \cos \Theta }}}
と表される。
この一般化された近点角の特別な場合として、離心近点角{\displaystyle u} {\displaystyle (\lambda =1)}、真近点角{\displaystyle f} {\displaystyle (\lambda ={\sqrt {\frac {1+e}{1-e}}})}、射影近点角{\displaystyle \theta }　{\displaystyle (\lambda ={\sqrt {\frac {1+\alpha \beta }{1-\alpha \beta }}})} であることが示される。